# Bennington (Nowy Jork)
Bennington – miasto w Stanach Zjednoczonych, w stanie Nowy Jork, w hrabstwie Wyoming.